# Tiffany Bolling
Tiffany Bolling (* 6. Februar 1947 in Santa Monica, Kalifornien als Tiffany Royce Kral) ist eine amerikanische Sängerin, Schauspielerin und TV-Moderatorin.

## Leben
Bolling kam als uneheliches Kind eines Pianisten und einer Sängerin zur Welt, die beide im kalifornischen Showbusiness tätig waren. Schon als Jugendliche begann sie während ihrer Schulausbildung in Malibu als Sängerin vor kleinerem Publikum aufzutreten. 1967 war sie erstmals auf der Leinwand zu sehen, nachdem sie eine kleine Rolle in dem Kriminalfilm Der Schnüffler (Tony Rome, 1967) mit Frank Sinatra in der Hauptrolle erhalten hatte. Zwei Jahre später gelang ihr mit einer viel beachteten Gastrolle in zwei Folgen der TV-Serie Bonanza der Durchbruch als Schauspielerin.
Bolling erhielt einen Vertrag bei der Twentieth Century-Fox Film Corporation und wurde in den folgenden Jahren für diverse US-amerikanische Fernsehserien, darunter eine Hauptrolle in der Serie The New People, und einige Kinofilme gecastet. Ihre parallelen Bemühungen, als Sängerin Karriere zu machen, blieben demgegenüber verhältnismäßig erfolglos. Mit dem Anti-Kriegs-Song Thank God The War Is Over (1970) veröffentlichte sie über das Label Canyon Records zwar eine überregional beachtete Singleplatte, ihr darauffolgendes Album Tiffany floppte jedoch.
Im April 1972 ließ Bolling Nacktaufnahmen von sich im Playboy veröffentlichen, was Auswirkungen auf ihre Rollenangebote hatte. So wurden in der Folge vor allem B-Movie-Projekte des Exploitationgenres an sie herangetragen, während Angebote für größere Produktionen ausblieben. So übernahm sie Hauptrollen in Filmen wie Bonnie's Kids (in Anlehnung an Bonnie und Clyde), dem Kidnapping-Thriller The Candy Snatchers und dem Horrorfilm Wicked, Wicked, was ihr Mitte der 1970er-Jahre den Ruf als Queen of the B's einbrachte.
Ihre wohl bekannteste Rolle spielte sie 1977 in dem überraschend erfolgreichen Tierhorrorfilm Mörderspinnen (Kingdom of the Spiders) als smarte Wissenschaftlerin an der Seite von William Shatner als örtlichem Veterinär. Die nur etwa 500.000 Dollar teure Produktion spielte an den Kinokassen rund 20 Millionen ein. In der Folge wurde sie wieder für namhaftere Produktionen wie die TV-Serien Ein Mann in den Bergen (The Life and Times of Grizzly Adams) und Drei Engel für Charlie (Charlie’s Angels) engagiert. Die Produzenten des Z Channels verpflichteten sie zudem als Talkmasterin für eine neu ins Leben gerufene Show mit prominenten Gästen aus Hollywood. Die Talkshow wurde später von Charles Champlin übernommen.
In den 1980er-Jahren ließ die TV- und Leinwandpräsenz Bollings nach. Ihre letzte größere Rolle spielte sie 1984 in Love Scenes mit
Franc Luz und Julie Newmar. Bolling lebt heute mit ihrem dritten Ehemann Robert Casares in Marina del Rey.

## Filmografie (Auswahl)
- 1967: Der Schnüffler (Tony Rome)